# UBR5
La E3 ubiquitina-proteína ligasa UBR5 es una enzima codificada en humanos por el gen ubr5.
UBR5 es una proteína inducida por progestina, que pertenece a la familia HECT (de sus siglas en inglés "homology to E6-AP carboxyl terminus"). Las proteínas de la familia HECT actúan como E3 ubiquitina-proteínas ligasas, marcando proteínas específicamente para proteólisis mediada por ubiquitina. Este gen se localiza en el cromosoma 8, locus q22, y se ha encontrado mutado o eliminado en diversos tipos de cáncer. Este gen tiene un papel potencial en la regulación de la proliferación celular y de la diferenciación celular.

## Interacciones
La proteína UBR5 ha demostrado ser capaz de interaccionar con:
- TOPBP1[4]
- CIB1[5]
- MAPK1[6]
- Carioferina alfa 1[5]